# ناحیه ایتون راپیدز، میشیگان
ناحیه ایتون راپیدز (به انگلیسی: Eaton Rapids Township) یک منطقهٔ مسکونی در ایالات متحده آمریکا است که در شهرستان ایتون، میشیگان واقع شده‌است.
 ناحیه ایتون راپیدز ۸۴٫۵ کیلومتر مربع مساحت و ۴٬۱۱۳ نفر جمعیت دارد و ۲۷۵ متر بالاتر از سطح دریا واقع شده‌است.